# Городищи (Вязниковский район)
Городищи — упразднённая деревня в Вязниковском районе Владимирской области России.

## География
Урочище находится в северо-восточной части области, в зоне хвойно-широколиственных лесов, в пределах Волжско-Окского междуречья, на левом берегу реки Тетрух, на расстоянии примерно 29 километров (по прямой) к юго-западу от города Вязники, административного центра района. Абсолютная высота — 105 метров над уровнем моря.

### Климат
Климат характеризуется как умеренно континентальный. Средняя температура воздуха самого холодного месяца (января) — −11,1 °C (абсолютный минимум — −48 °С), средняя максимальная температура воздуха (июля) — +23,3 °С (абсолютный максимум — +37 °С). Годовое количество атмосферных осадков составляет около 607 мм, из которых 413 мм выпадает в период с апреля по октябрь.

## История
В «Списке населенных мест Владимирской губернии по сведениям 1859 года» населённый пункт упомянут как удельное село Судогодского уезда, расположенное речке Тертухе, в 64 верстах от уездного города. В селе насчитывалось 8 дворов и проживало 29 человек (15 мужчин и 14 женщин). Действовали две православных церкви.
По состоянию на 1905 год, в погосте Городищи имелось 5 дворов и проживал 31 человек. В административном отношении деревня входил в состав Больше-Григоровской волости.
По данным 1926 года в селе имелось 4 крестьянских хозяйства и проживало 22 человека (10 мужчин и 12 женщин). Являлась частью Акулинского сельсовета.
На момент упразднения входила в состав Буторлинского сельсовета Вязниковского района. Упразднена решением облисполкома № 1086 от 22 сентября 1965 года как фактически не существующая.

## Храмы
В 1704 году в деревне был построен деревянный храм во имя Покрова пресвятой Богородицы. В 1852 – 1854 годах на месте старой обветшавшей церкви был возведён новый каменный храм в честь того же праздника.
В 1744 году была построена вторая деревянная церковь во имя Преображения Господня.